# マサッル県

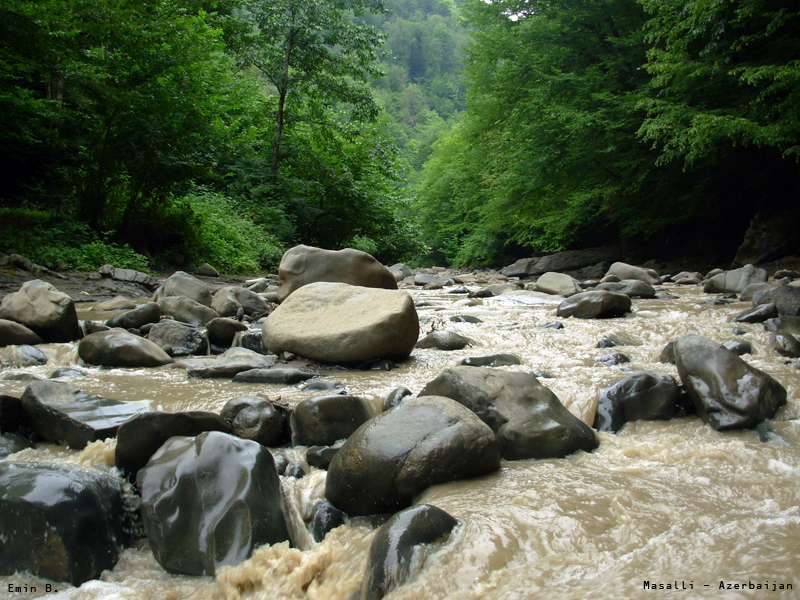
マサッル県の自然

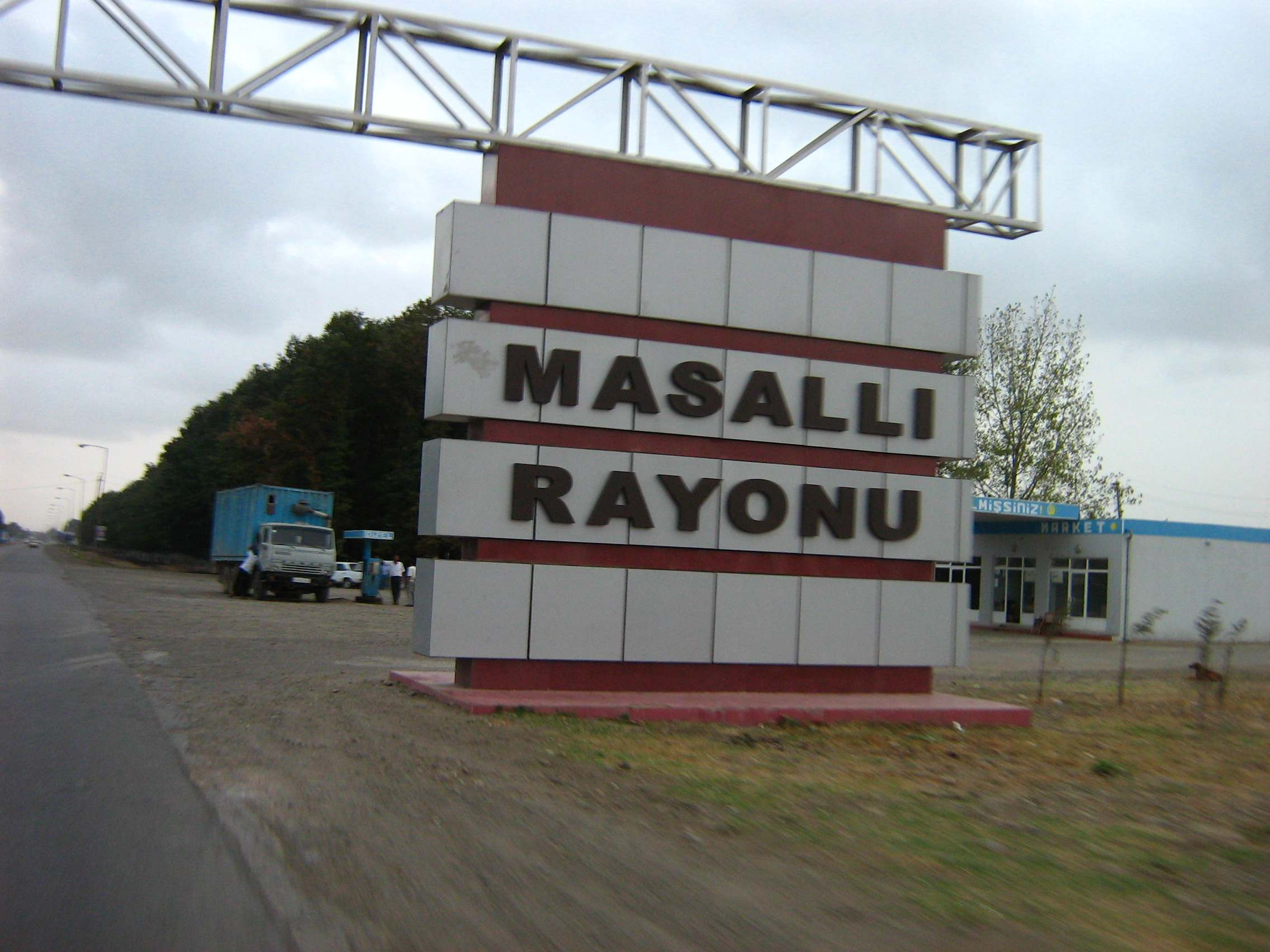
マサッル県の入口の道路標識

マサッル県 (マサッルけん、Masallı) はアゼルバイジャン南東部のレンキャラン経済地区の県。
2014年の人口は約21.2万人。

## 地理
北から時計回りに
- ネフトチャラ県
- レンキャラン県
- カスピ海
- レリク県（英語版）
- ヤルディムリ県（英語版）
- ジャリラバド県

に接する。
- 西にはタリシュ山脈（英語版）とブロヴァル渓谷が有る
- 最高点は917m。
- 鉱泉と温泉が有る。[2]
- 1月の平均気温は2.1℃
- 7月の平均気温は24.6℃
- 年間平均降水量は600～800mm
- ヴィラシュ川が県内最大。

## 歴史
レンキャラン県のアルケヴァン地区の一部だった。
1930年、マサッル県が設置された。

## 写真

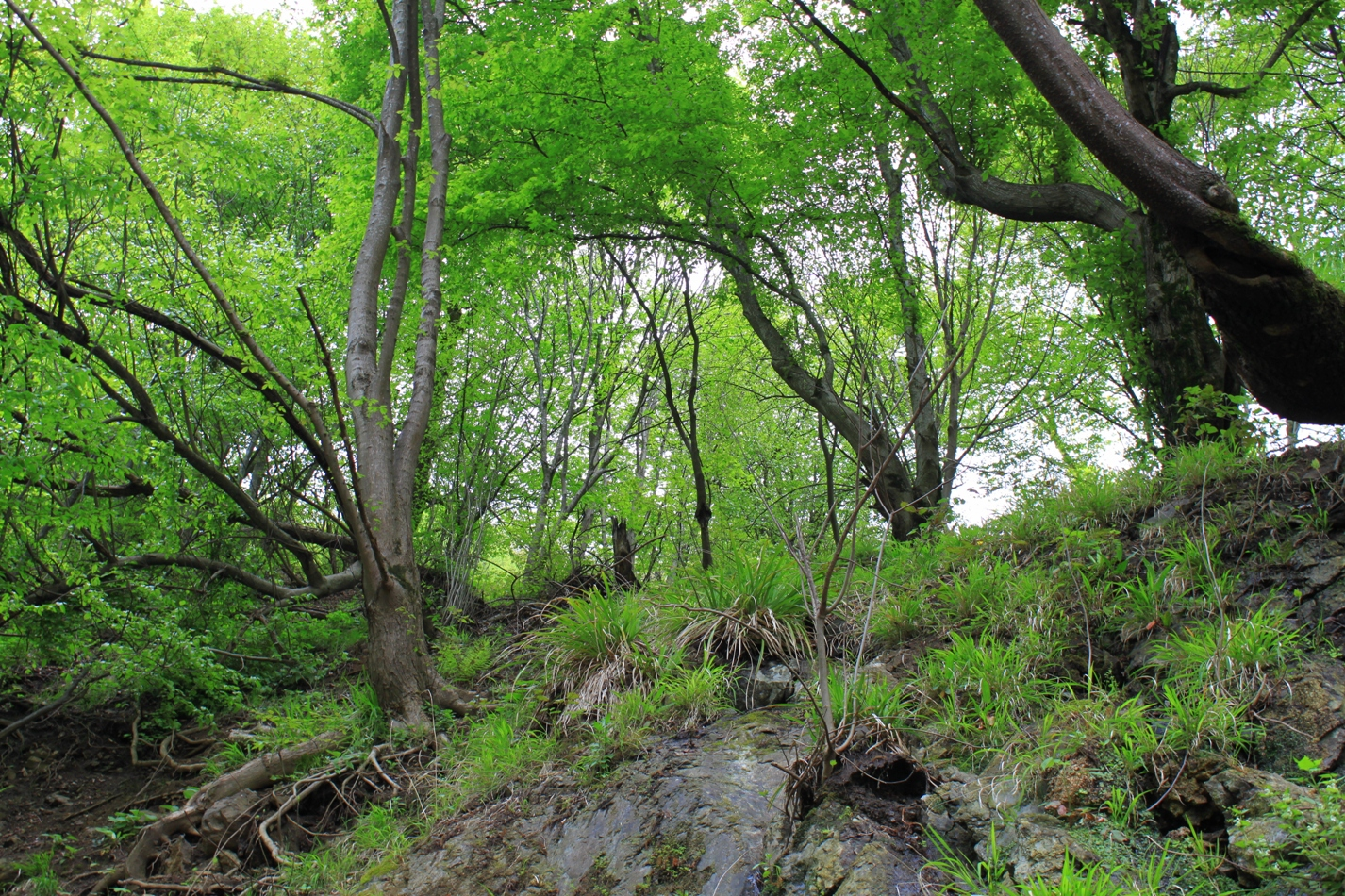
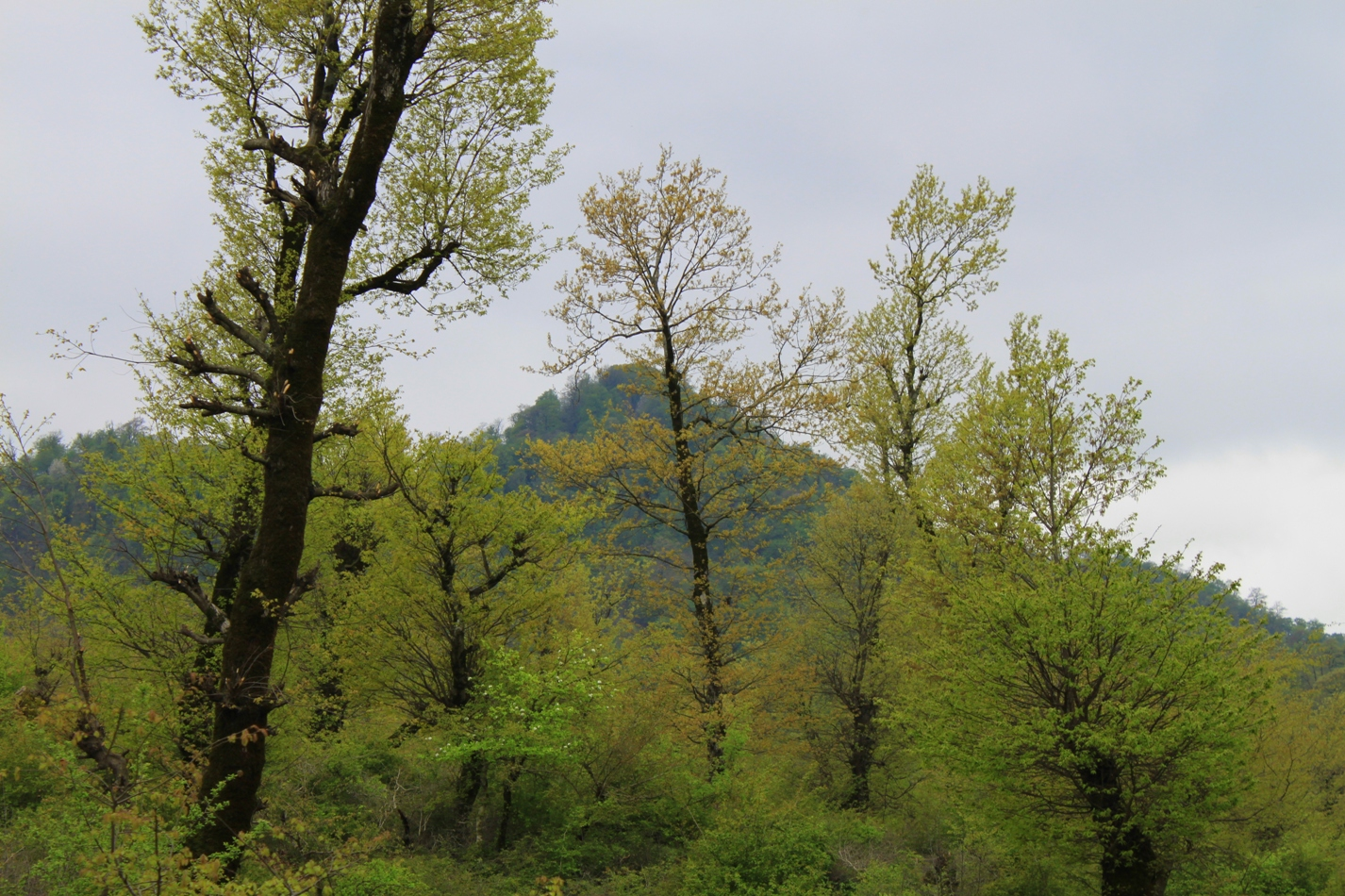
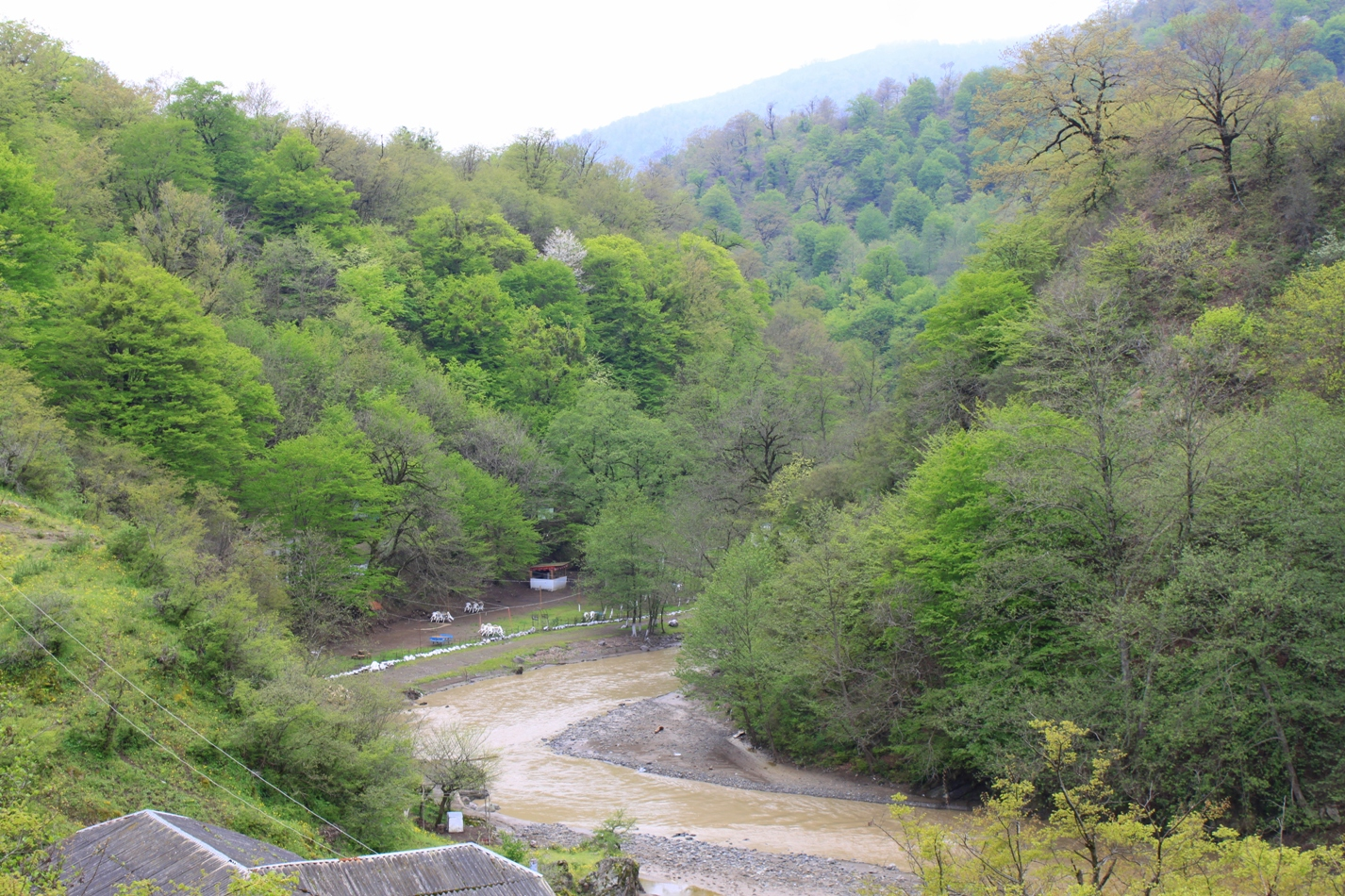
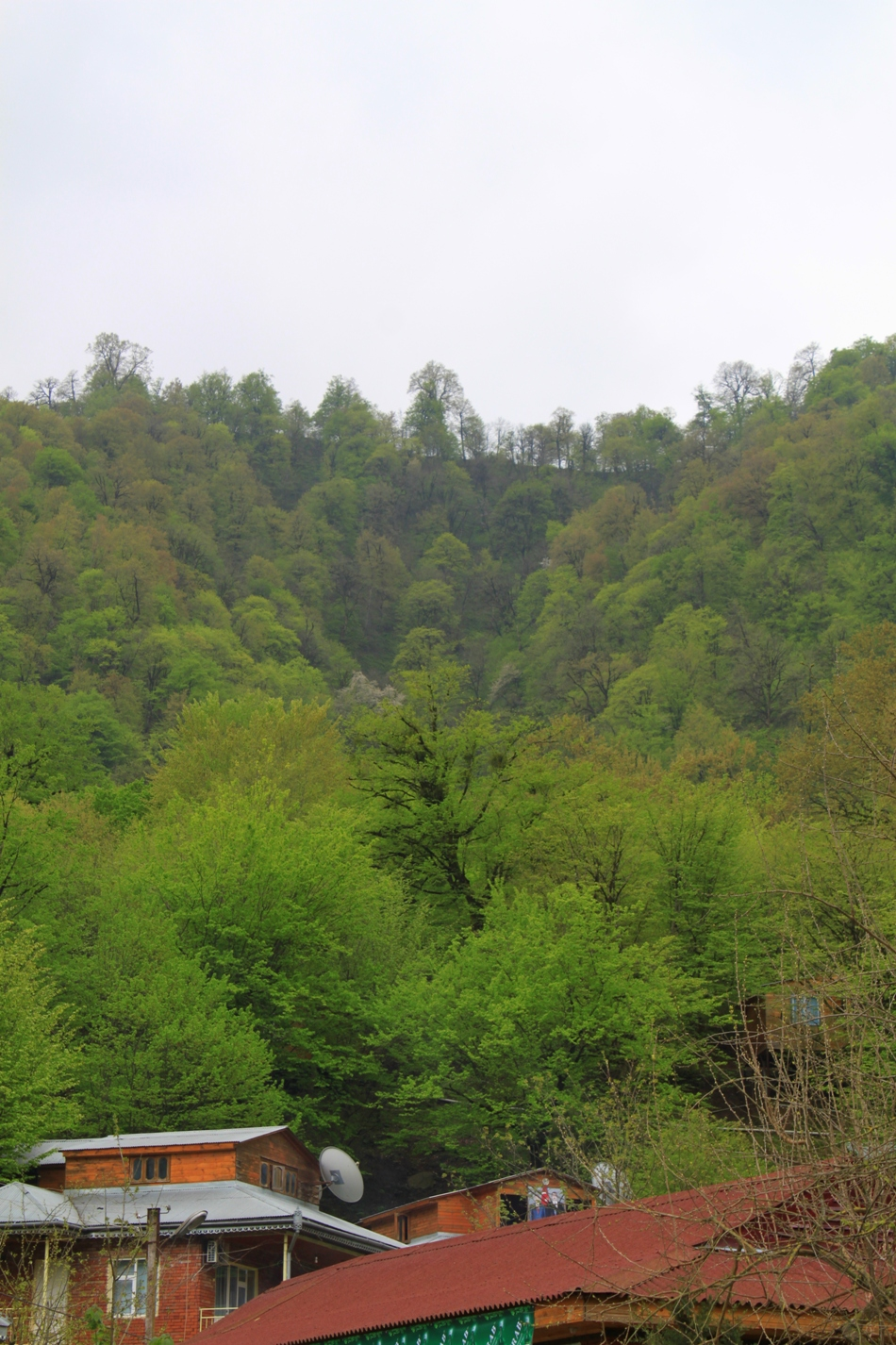